# Seobinggo-dong
Seobinggo-dong là một dong, phường của Yongsan-gu ở Seoul, Hàn Quốc.

## Liên kết
- (tiếng Anh) Trang chính thức Yongsan-gu[liên kết hỏng]
- (tiếng Hàn) Trang chính thức Yongsan-gu
- (tiếng Hàn) Trang văn phòng dân cư Seobinggo-dong